# Cheile Cernei
Cheile Cernei este o arie naturală protejată de interes național, ce corespunde categoriei a IV-a IUCN (rezervație naturală de tip mixt), situată pe valea Cernei, pe raza comunei Lunca Cernii de Jos.
Rezervația naturală aflată în Munții Poiana Ruscă, are o suprafață de 2 ha. și reprezintă o formațiune geomorfologică de chei, cu versanți înalți, săpată în rocile metamorfice (șisturi cristaline) de apele pe Râului Cerna.